# Saint-Pierre-de-Soucy
Saint-Pierre-de-Soucy – miejscowość i gmina we Francji, w regionie Owernia-Rodan-Alpy, w departamencie Sabaudia.
Według danych na rok 1990 gminę zamieszkiwało 270 osób, a gęstość zaludnienia wynosiła 30 osób/km² (wśród 2880 gmin regionu Rodan-Alpy Saint-Pierre-de-Soucy plasuje się na 1358. miejscu pod względem liczby ludności, natomiast pod względem powierzchni na miejscu 1202.).